# Ptilinopus mercierii
Ptilinopus mercierii foi uma espécie de ave da família Columbidae.
Era endémica da Polinésia Francesa.